# Electro (muziekstijl)

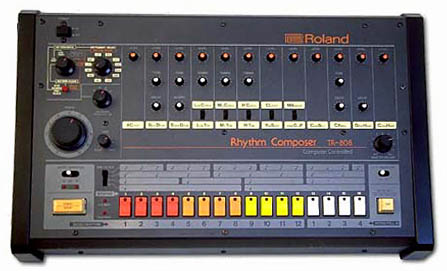
Roland TR-808-drumcomputer

Electro of electro funk is een muziekstijl die valt onder de meer algemene noemer elektronische muziek. Het is een mengeling van Duitse/Japanse elektronische muziek met Amerikaanse funk. Het electrogeluid wordt getypeerd door de prominente aanwezigheid van oude drumcomputers zoals de Roland TR-808 en Roland TR-909. Een ander typerend element is het robotachtige stemgeluid dat wordt vervormd door een vocoder.
Electro is oorspronkelijk een muziekstijl die ontstaan is aan het eind van de jaren 1960. Groepen als het Duitse Can waren de pioniers van het genre, toen nog Krautrock genaamd. Maar de bekende droge elektronische sound van electro ligt bij de Duitse groep Kraftwerk en ook het Japanse Yellow Magic Orchestra in het begin en midden van de jaren 1970. De naam electro is waarschijnlijk afkomstig uit Japan als variant en nieuw gedefinieerd hokje voor de Duitse benaming voor elektronische muziek, elektrischen Klangmusik. 
Begin jaren 1980 was dit genre enorm populair en ging hand in hand met de breakdancerage. Bekende artiesten uit die tijd waren Afrika Bambaataa ("Planet Rock", 1982), Egyptian Lover, Newcleus, Man Parrish en Cybotron, een project met onder anderen technopionier Juan Atkins. Het genre had een grote invloed op techno en breakbeat en trok in de jaren na de eeuwwisseling weer veel aandacht met artiesten als Anthony Rother en DMX Krew en dj's als Dave Clarke. De electroclash-scène mengde electro met new wave en synthpop. Onder meer Fischerspooner, Miss Kittin, Felix Da Housecat, Vitalic en het Belgische Vive la Fête waren bekende electroclashartiesten.
Een Nederlandse electroartiest is I-F (Inter-Ference), een pseudoniem voor de Haagse dj/producer Ference van der Sluijs. Zijn electroklassieker "Space Invaders Are Smoking Grass" (1997) wordt gerekend tot een van de eerste electroclashnummers, hoewel het gewoon electro is. Een andere Haagse electroartiest met internationale bekendheid is Legowelt.
De term electro wordt ook veel gebruikt voor elektronische bands binnen de new wave/gothic-scène, variërend van de toegankelijke futurepop van VNV Nation tot de meer duistere muziekstijlen EBM en hellektro.